# Manifest de Les
El Manifest de Les (en occità Manifèst de Les) és un document impulsat per diferents membres de la ciutadania d'Aran que dona suport al referèndum sobre la independència de Catalunya i al procés independentista català.
El manifest està format per un total de 10 punts, en els quals es defensa que Aran és un subjecte polític amb dret a decidir i es reivindica el dret a expressar lliurement el parer del poble aranès sobre el futur de Catalunya. Entre els signants del manifest hi ha: Joan Algadò, Mireia Boya, Hug de la Rosa, Paco Faure, Julián Fernández, Rafael Ferran, Jaume Geli, Emili Medan, Àlex Moga i Rafa Sanmartí.
El manifest es va fer públic el 14 d'agost de 2017 a Les i es va presentar el 30 d'agost del mateix any a Viella.